# Лоскутово (Томський міський округ)
Лоскуто́во (рос. Лоскутово) — присілок у складі Томського міського округу Томської області, Росія.

## Населення
Населення — 3865 осіб (2010; 3111 у 2002).
Національний склад (станом на 2002 рік):
- росіяни — 92 %